# Manuel Pagès
Manuel Pagès i Mercader (Barcelona, 1883 - 1968) fue un político español nacionalista catalán. En 1906 militaba en la Juventud Autonomista de Barcelona y en 1907 fue uno de los fundadores de la Associació Nacionalista Catalana, partidaria de Domènec Martí, y que se relacionó con los sectores más radicales de la Unió Catalanista. Viajó por Cuba y México, donde contactó con grupos radicales como el Grop Nacionalista Radical. Fue uno de los fundadores de Estat Català, organizador del grupo paramilitar los Escamots y se encargó de la redacción de su órgano, L'Estat Català. Después fue afín a Nosaltres Sols!, pero como catalanista independiente. Viajó por Cerdeña y escribió algunos libros de viajes.

## Obras
- Crònica descriptiva d'Alguer (1957)
- Estampes de Sardenya (1960)